# クロネッカー・ウェーバーの定理
代数的整数論において、すべての円分体は有理数体 Q のアーベル拡大であることが示せる。クロネッカー・ウェーバーの定理 (Kronecker–Weber theorem) は、この逆を部分的に与えるもので、Q のアーベル拡大体はある円分体に含まれるという定理である。言い換えると、有理数体上の拡大体でそのガロア群がアーベル群である体に含まれる代数的整数は、1の冪根の有理係数による和として表すことができる。例えば、
{\displaystyle {\sqrt {5}}=e^{2\pi i/5}-e^{4\pi i/5}-e^{6\pi i/5}+e^{8\pi i/5}}
である。この定理の名前はレオポルト・クロネッカー (Leopold Kronecker) とハインリッヒ・マルチン・ウェーバー (Heinrich Martin Weber) に因んでいる。

## 体論的定式化
クロネッカー・ウェーバーの定理は、体と体の拡大のことばで記述することができる。それは、有理数体 Q の有限アーベル拡大は、ある円分体の部分体であるという定理である。つまり、Q 上のガロア群がアーベル群である代数体は、ある1のべき根を有理数体Qに添加して得られる体の部分体である。
Q のアーベル拡大 K が与えられると、K を含む最小な円分体が存在する。この定理によって、K の導手 n を  1 の n 乗根により生成される体に K が含まれるような最小の整数 n として定義できる。例えば、二次体の導手は、それらの判別式の絶対値であり、これは類体論で一般化される事実である。

## 歴史
定理は最初に  Kronecker (1853) で述べられた。しかし、彼の議論は、次数が2のべきの拡大に対して不完全であった。 Weber (1886) が証明を出版したが、これはいくらかのギャップや誤りを含み、Neumann (1981) により指摘、修正されている。最初に完全な証明をしたのは  Hilbert (1896) であった。

## 一般化
Lubin and Tate (1965, 1966) は、局所体の任意のアーベル拡大は円分拡大とルービン・テイトの拡大を用いて構成することができるという局所クロネッカー・ウェーバーの定理を証明した。Hazewinkel (1975), Rosen (1981), Lubin (1981) は別証明を与えた。
ヒルベルトの第12問題は、クロネッカー・ウェーバーの定理を有理数体以外の体を基礎体として一般化することができるかと問い、その体では1のべき根の類似物は何かを問うている。